# キネマのDAIGO☆味
キネマのDAIGO☆味（きねまのだいごみ）は、J:テレで放送されていた新作映画情報番組。MCはDAIGO。アシスタントに女優の吉岡里帆、解説は映画ライターのよしひろまさみち。詳細は本文にて。
J:COMオンデマンドでも無料配信。YouTubeでも後追い視聴可能であった。

## 番組概要
2015年4月よりJ:テレで放送されていた新作映画紹介番組。
ロックでオフビートな魅力のお茶の間の人気者DAIGOが劇場の支配人に扮し、劇場ナンバーワン・ポップコーンガールの吉岡里帆、映画にハマり過ぎて浪人ン十年（という設定。学ランで登場）よしひろまさみちと共に話題の新作映画を紹介する。
支配人DAIGOの独特ながら的確なトークは最大の見所。
ちなみに支配人のオールタイムベスト映画は「ベイブ」「ハチ公物語」「南極物語」。どれも動物モノである。また「アルマゲドン」のような大作も好きかと思えば、単館系作品もしっかり押さえるなど、守備範囲は広い。
これまで最も怖かったホラー映画は「死霊のはらわた」。
基本的にレギュラー出演者3人のトークで構成されるが、時折お客さん（ゲスト）が来館することもある。
これまでのゲストに
4月号　梅津泰臣　実写版「カイト/KITE」の原作者として
5月号　小川泰平　犯罪心理学的視点から「ハイネケン誘拐の代償」を読み解く
7月号　桜井ユキ　「リアル鬼ごっこ」出演者として
9月号　ギャレット・ウェアリング　フランソワ・ジラール監督 「ボーイ・ソプラノ　ただひとつの歌声」

## 放送時間
毎月第一土曜 23:00更新、同月中リピートあり

## 番組構成
「オープニング」
「ニュー・シネマ・パラダイス」へのオマージュのようなオープニング。映画館に入ってくる支配人DAIGO。すると突然フィルムのリールが回りだす。
数々の場面に笑ったり涙を流す姿がどことなくノスタルジック。デビッド・ヒース氏の美声が印象的なオープニング。

「D's ROADSHOW」
その月の公開作品の中からおすすめの作品をピックアップ。ゲスト招集、出演者や監督のインタビューあり。
梅津泰臣氏は「『ウォンテッド (映画)』はオリジナルよりもDAIGOによる吹替えのほうが気に入っている』と発言。梅津氏のエロティック＆バイオレンスな作風からは想像のつかない穏やかな紳士ぶりとしゃべりの上手さに出演者も魅了された。
また、小川泰平氏は大ファンであるDAIGOとの顔合わせに備えて黒の手袋を用意するが、たまたま肝心のDAIGOが手袋を忘れてスタジオ入りしたためにお揃いで「ういっしゅ」ができなかった。
DAIGOの言葉選びはひねりが効いており、初顔合わせのゲストだとたまについていけないこともある。園子温監督の演出ついて桜井ユキ氏が「台本通りにはいかない。その場その場で変わる」と語った場面で「ああ、GROOVEでね」と受けたDAIGOの言葉が瞬時に理解できず、慌てる場面もあった。
番組初の外国人ゲスト（ギャレット・ウェアリング　フランソワ・ジラール監督）を迎え、映画の感想を「VGM」と表現したDAIGO。ギャレットが「Very Great Movie?』と訪ねるも「Very Good Movie!」と明るく返した。
「D's シネマコンプレックス」
その月の公開作品の中から注目の作品を厳選して紹介。ひとつひとつの映画に支配人DAIGO流のセンスあふれるひとことコメントがついてくる必見のコーナー。カメラがズームしきった時にDAIGOの口からどんな言葉が発せられるのか？
「バードマン あるいは（無知がもたらす予期せぬ奇跡）」…「オレも飛んだことあります。武道館で。」
「インヒアレント・ヴァイス」…「もみあげ、スゴイよね。」
「龍三と七人の子分たち」…「ボクの子分は、１人もいません。」
「追憶と、踊りながら」…「ボクはいつも追憶と踊ってる。」（と言いながらロックステップを披露）
「オン・ザ・ハイウェイ　その夜、８６分」…「高速の合流、苦手です。」
「人生スイッチ」…「ボクが一番押しているのはお風呂の自動。」
「ナイトクローラー」…「夜、クロールするひとのことじゃありません」
「テッド２」…「テッドのぬいぐるみとベッドで寝てます」
「黒衣の刺客」…「ボクの好きな中華料理はSRP。小籠包」
「ピクセル」…「日本生まれのゲームキャラクターで一番好きなのは高橋名人」
「PAN〜ネバーランド、夢のはじまり」…「俺にとってのネバーランドは　ライブハウスかな　夢の始まった場所」
「エベレスト３D」…「俺も　大好きな山を映画にしたい　高尾山３Ｄ」

「D's CLOSE UP」
当館が熱視線を注ぐ人気作、話題作をセレクトして紹介。出演者の３人が作品の魅力について語り合う。
「セッション (映画)」の鬼教師に対してDAIGOは「自分は褒められて伸びるタイプだけれど、何もかも捨てて一本頑張るっていう時期は必要。」「ちなみにスウィングガールズ好きな人は楽しめますか？」とよしひろを笑わせる。
「バケモノの子」について語る場面で「もし目の前にバケモノがでてきたらどうしますか？」というよしひろの質問にDAIGOが「そりゃあHUGでしょ」と返す。ちなみに細田守監督の前々作「サマーウォーズ」が大好きで３回観たと語った。
ビーチ・ボーイズのブライアン・ウィルソンを描く「ラブ＆マーシー　終わらないメロディ」を観てインスパイアされたDAIGOは「曲できましたもんね」。

## 出演
レギュラー出演者
：DAIGO、吉岡里帆、よしひろまさみち
過去のゲスト
：
4月号　梅津泰臣　アニメーター、キャラクターデザイナー、アニメーション監督・原作者・脚本家・演出家
5月号　小川泰平　犯罪ジャーナリスト、元神奈川県警刑事
7月号　桜井ユキ　女優
9月号　ギャレット・ウェアリング　フランソワ・ジラール監督
ナレーター
：デビッド・ヒース（TPS）